# Захаров Семен Єгорович
Семен Єгорович Захаров (нар. 5 лютого 1906, село Столпово Зарайського повіту Рязанської губернії, тепер Зарайського району Московської області, Російська Федерація — 6 лютого 1986, місто Москва) — радянський військово-морський політичний працівник, адмірал. Кандидат історичних наук (1965). Депутат Верховної Ради РРФСР 2—4-го скликань. Член ЦК ВКП(б) (1939—1952). Кандидат у члени ЦК КПРС (1952—1956).

## Біографія
Народився 23 січня (5 лютого) 1906 року в селі Столпово (тепер в складі сільського поселенні Гололобовське Зарайского району Московської області) в селянській родині. Трудову діяльність розпочав робітником на Зарайській прядильній фабриці. У сімнадцятирічному віці вступив до комсомолу.
Член ВКП(б) з 1926 року.
З 1926 по 1927 рік — секретар волосного комітету комсомолу (РЛКСМ), завідувач відділу Зарайского повітового комітету РЛКСМ Московської губернії.
У 1927 року був слухачем робітничого факультету в місті Тамбові.
Потім — секретар комітету ВКП(б) авіаційної школи, секретар комітету ВКП(б) заводу, інструктор організаційного відділу виконавчого комітету Московської міської ради.
У грудні 1932 року призваний до Червоної армії. З грудня 1932 року по березень 1933 року — слухач курсів політпрацівників при Борисоглєбській школі військових льотчиків РСЧА.
З березня 1933 року по жовтень 1934 року — інструктор політичного відділу Єйської авіаційної авіашколи.
З жовтня 1934 року по січень 1938 року — слухач авіаційного факультету Військово-політичної академії імені Леніна в Москві.
З січня по листопад 1938 року — начальник відділ по роботі серед комсомольців Політичного управління РСЧА.
22 листопада 1938 — 13 квітня 1939 року — 2-й секретар та член Бюро ЦК ВЛКСМ. Відповідав за роботу комсомолу в армії і на флоті.
З березня 1939 року по лютий 1947 року — член Військової Ради Тихоокеанського флоту. Учасник радянсько-японської війни 1945 року, керував роботою партійних і комсомольських організацій флоту.
З лютого 1947 року по листопад 1948 року — заступник із політичної частини командувача 5-го Військово-морського флоту.
З грудня 1948 року по березень 1950 року — слухач військово-морського факультету Вищої військової академії імені Ворошилова.
З липня 1950 року по березень 1953 року — начальник Головного політичного управління ВМС та член Головної військової ради Військово-морського міністерства СРСР. Одночасно з 1951 по 15 березня 1953 року — заступник міністра військово-морського флоту СРСР.
З жовтня 1952 року по березень 1953 року — член Постійної комісії з питань оборони при Президії ЦК КПРС.
З березня по травень 1953 року — у розпорядженні Головного політичного управління Радянської армії і військово-морського флоту СРСР.
З травня 1953 року по травень 1954 року — заступник начальника Головного управління кадрів Міністерства оборони СРСР.
У травні 1954 — березні 1956 року — заступник начальника Головного політичного управління Збройних Сил СРСР.
«За великі недоліки в керівництві партполітроботою і низький стан політико-виховної роботи з особовим складом ВМФ», як відзначалося в постанові Ради Міністрів СРСР від 13 лютого 1956 року, знижений у військовому званні до контр-адмірала.
З березня по травень 1956 року — у розпорядженні Головного політичного управління Збройних Сил СРСР.
З травня 1956 року по серпень 1957 року — начальник Політичного управління Північного флоту.
З серпня 1957 року по березень 1959 року — в науково-дослідній групі № 2 при головнокомандувачі ВМФ, в групі № 4 при Генеральному штабі Збройних Сил СРСР.
З березня 1959 року по жовтень 1969 року — заступник із політичної частини начальника військово-морських навчальних закладів Головного командування ВМФ СРСР.
З жовтня 1969 року по січень 1970 року — у розпорядженні головнокомандувача ВМФ СРСР.
У січні 1970 року звільнений в запас.
Один з авторів книги «Червонопрапорний Тихоокеанський флот» (2 вид., Москва, 1973).
Помер 6 лютого 1986 року в Москві. Похований на Новодівочому цвинтарі.

## Військові звання
- Дивізійний комісар (28.03.1939)
- Корпусний комісар (8.08.1940)
- Генерал-майор берегової служби (13.12.1942)
- Генерал-лейтенант берегової служби (31.05.1944)
- Адмірал (27.01.1951)
- Контр-адмірал (13.02.1956)
- Віце-адмірал (7.05.1960)
- Адмірал (7.05.1966)

## Нагороди
- орден Леніна (1945)
- орден Жовтневої Революції (1976)
- орден Червоного Прапора (1952)
- орден Ушакова І-го ст. (14.09.1945)
- Орден Вітчизняної війни І-го ст. (1985)
- три ордени Червоної Зірки (1943, 1947, 1986)
- орден «Знак Пошани» (1938)
- медалі
- іноземні нагороди